# San Danielo da Pellegrino
Ne doit pas être confondu avec Pellegrino da San Daniele.
San Danielo da Pellegrino dit Pellegrino da Udine, (Udine, 1480 - 1545) est un peintre italien de la haute Renaissance.

## Biographie
San Danielo da Pellegrino, dont le nom de naissance est Marino dit Casari, a été l'élève du peintre Giovanni Bellini et il a adopté le nom de San Daniele à l'âge adulte.
Actif surtout à Udine et dans d'autres villes de la région du Frioul de fait il se vit attribuer le surnom de Pellegrino da Udine.
Gennesio Liberale, un de ses élèves, peintre  de l'école vénitienne, s'illustra dans la peinture de natures mortes.

## Œuvres
- Sainte Famille, cathédrale d'Udine.
- Scènes de la Vie du Christ (1497-1522), église Sant 'Antonio, San Daniele del Friuli.

## Sources
- (en) Cet article est partiellement ou en totalité issu de l’article de Wikipédia en anglais intitulé « San Danielo da Pellegrino » (voir la liste des auteurs).